# Jason Taylor (Tennisspieler)
Jason Taylor (* 23. Februar 1994 in Port Macquarie, New South Wales) ist ein australischer Tennisspieler.

## Karriere
Jason Taylor tritt fast nur im Doppel mit seinem Bruder Jason an. Ab 2013 nehmen sie vor allem im Heimatland an Turnieren teil, spielten aber ab 2015 auch Turniere in Europa, vor allem auf der ITF Future Tour. Zwischen 2016 und 2019 gewann die Paarung jeweils einen Titel, im Jahr 2017 zwei Titel, bei Futures. Der größte Erfolg auf der höherdotierten ATP Challenger Tour war der Halbfinaleinzug in Padua 2018. In diesem Jahr konnten die Taylors durch zahlreiche weitere Halbfinals auf der Future Tour auch ihr Karrierehoch von Platz 335 in der Tennisweltrangliste erreichen. Danach verloren sie auch bedingt durch die Covid-19-Pandemie an Boden und spielten zwischen Anfang 2020 und 2022 keine Turniere.
Anfang 2022 gaben sie ihr Debüt auf der ATP Tour in Adelaide, wo sie zum Auftakt verloren.

## Erfolge
| Legende (Anzahl der Siege)  |
| Grand Slam                  |
| ATP World Tour Finals       |
| ATP World Tour Masters 1000 |
| ATP World Tour 500          |
| ATP World Tour 250          |
| ATP Challenger Tour (2)     |

| ATP-Titel nach Belag |
| Hartplatz            |
| Sand                 |
| Rasen                |

### Doppel

#### Turniersiege

##### ATP Challenger Tour
| Nr. | Datum         | Turnier | Belag         | Partner        | Finalgegner                        | Ergebnis         |
| --- | ------------- | ------- | ------------- | -------------- | ---------------------------------- | ---------------- |
| 1.  | 1. April 2023 | Lille   | Hartplatz (i) | Max Purcell    | Dustin Brown Aisam-ul-Haq Qureshi  | 7:63, 6:4        |
| 2.  | 22. Juli 2023 | Triest  | Sand          | Matthew Romios | Marco Bortolotti Andrea Pellegrino | 4:6, 7:5, [10:6] |